# Theodor Bibliander

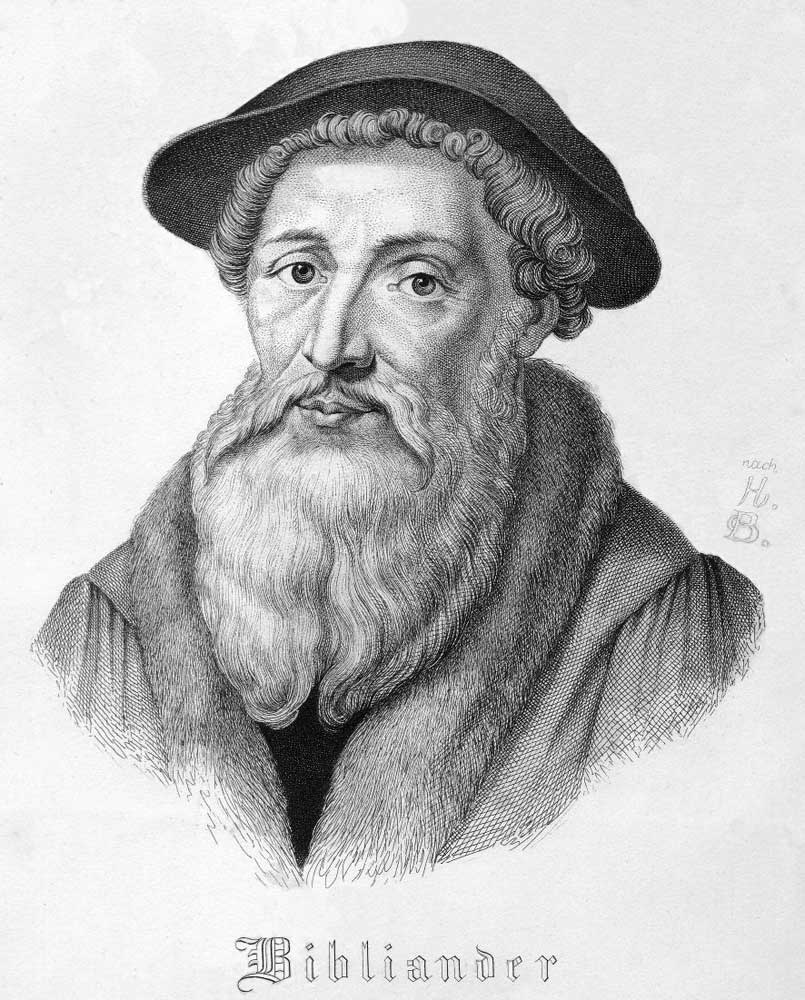
Theodore Bibliander.

Theodor Bibliander, född omkring 1504, och död 26 september 1564, var en schweizisk reformert teolog och filolog.
Bibliander studerade i Zürich och Basel, och blev 1529 Zwinglis efterträdare som innehavare av dennes teologiprofessur i Zürich. Bibliander var betydande som filolog och särskilt framstående kännare av de semitiska språken. 
Som teolog fortbildade han den humanistiska traditionen och lärde, att även hedningarna av naturen ägde kunskap om Gud, och verkade för att de kristna skulle uppta hednamissionen. 
Bibliander bekämpade predestinationsläran och invecklades härigenom i teologiska strider och tvingades 1560 att avgå från sin professur. I sin skrift De ratione communi omnium linguarium (1548) gör han ett försök till språkhistoria och jämförande språkvetenskap.